# You Know Me (Robbie Williams-dal)
A You Know Me Robbie Williams brit popénekes-dalszerző második kislemeze nyolcadik stúdióalbumáról, a Reality Killed The Video Star-ról. A dal 2009. december 7-én jelent meg az Egyesült Királyságban. A dal eredeti változatát egy francia énekesnő, Françoise Hardy írta, Voilà címen. Williams a BBC Rádió BBC Electric Proms című koncertjén, 2009. október 20-án adta elő először. A BBC Rádió 2 műsorán Ken Bruce konferálta fel a számot műsorában.

## Dalok listája
Nemzetközi CD
1. "You Know Me" – 4:21
2. "Bodies" (Aeroplane Remix) - 6:42

Nemzetközi kiadás (digitális letöltés)
1. "You Know Me" – 4:21
2. "You Know Me" (The Count And Sinden Remix) - 4:58
3. "You Know Me" (The Count And Sinden Dub-ble Bubble Remix) - 4:15

## Fogadtatás
A Digital Spy nevű brit honlap 4 csillag minősítést adott a dalnak (a maximális 5-ből) a következő megjegyzéssel: A You Know Me egy olyan kislemez, amelynek címével úgy tűnik, az énekes közelebb tudott kerülni azokhoz a rajongóihoz, akiket az utóbbi években elhanyagolt, néhányhoz, akinek tetszik ez a stílus. A dal Françoise Hardy Voila című száma alapján íródott, Williams megkereste az énekesnőt, hogy együtt készítsenek a dalból feldolgozást. A You Know Me egy klasszikus Robbie-ballada vonósokkal, háttérvokállal és kedves régi hangzású melódiával.

## Videóklip
A dal videóklipje 2009. november 6-án jelent meg először az énekes hivatalos honlapján. A klipben Williams elalszik és amikor felébred, nyúlnak van öltözve, egy mellény van rajta, a föld alatti lakásában van, egy fantáziavilágban, amely az Alíz csodaországban című mesére emlékeztet. Miután bemutatta ezt a fantáziavilágot, lányokkal kezd el táncolni, akik szintén nyúlnak vannak öltözve. A videóklipet Phil & Olly rendezte (Diamond Dogs néven is ismertek) és a Shepperton Stúdióban vették fel.

## Helyezések
| Slágerlista(2009)                                         | Legmagasabb helyezés |
| --------------------------------------------------------- | -------------------- |
| Egyesült Királyság kislemez listája                       | 6                    |
| Hollandia kislemez listája                                | 10                   |
| Belgium kislemez listája                                  | 21                   |
| Írország kislemez listája                                 | 22                   |
| Olaszország kislemez listája                              | 22                   |
| Magyarország MAHASZ Editor's Choice rádiós játszási lista | 26                   |
| Németország kislemez listája                              | 26                   |
| Ausztrália kislemez listája                               | 33                   |
| Spanyolország kislemez listája                            | 33                   |
| Svédország kislemez listája                               | 35                   |
| Ausztria kislemez listája                                 | 47                   |
| Svájc kislemez listája                                    | 85                   |

### Minősítések és az eladási statisztika
| Ország             | Minősítés (ha van) | Eladás   |
| ------------------ | ------------------ | -------- |
| Egyesült Királyság | ezüstlemez         | 200,000+ |

## Megjelenések
| Ország             | Megjelenés dátuma  | Formátum                        | Kiadó                  |
| ------------------ | ------------------ | ------------------------------- | ---------------------- |
| Egyesült Királyság | 2009. október 23.  | Airplay                         | Virgin Records, EMI    |
| Egyesült Királyság | 2009. december 7.  | kislemez CD, digitális letöltés | Virgin Records, EMI    |
| Ausztrália         | 2009. november 28. | digitális letöltés              | Chrysalis Records, EMI |
| Ausztria           | 2009. december 4.  | CD single                       | Chrysalis Records, EMI |
| Németország        | 2009. december 4.  | CD single                       | Chrysalis Records, EMI |
| Svájc              | 2009. december 4.  | CD single                       | Chrysalis Records, EMI |
| Mexikó             | 2009. december 8.  | digitális letöltés              | EMI                    |